# دالي إل. ووكر
دالي إل. ووكر (بالإنجليزية: Dale L. Walker)‏ هو مؤرخ أمريكي، ولد في 1935.